# Mary Ann Lamb

Mary Ann Lamb

Mary Ann Lamb (* 3. Dezember 1764 in London; † 20. Mai 1847 ebenda) war eine englische Schriftstellerin und Mitarbeiterin ihres ebenfalls schreibenden Bruders Charles Lamb. 
Als Kind einer wenig begüterten Familie erweiterte sie ihre bescheidene Schulbildung durch eifriges Studium in der Privatbibliothek Samuel Salts, eines Rechtsanwaltes, bei dem ihr Vater angestellt war. Durch Salts Tod 1792 geriet die Familie in wirtschaftliche Schwierigkeiten. Die Mutter erkrankte schwer an Rheuma und beim Vater begann sich allmählich Demenz einzustellen. Mary Lamb kümmerte sich um beide und trug durch Schneiderarbeiten zum Broterwerb der Familie bei. Am 22. September 1796 griff Mary Lamb in einem Zornanfall ein Mädchen, das für die Familie Hilfstätigkeiten verrichtete mit einem Messer an und tötete dabei die dazwischengehende Mutter. Die der Familie wohlgesinnte eingesetzte Untersuchungskommission erkannte auf einen Fall von Wahnsinn und Mary Lamb konnte bei der Familie verbleiben. 
Allmählich verbesserte sich die finanzielle Situation vor allem durch die Fortschritte des Bruders Charles Lamb, der als Sekretär bei der Ostindischen Kompanie arbeitete. Die beiden blieben auch nach dem Tod des Vaters 1799 zusammen und begannen unter dem Einfluss des Schriftstellers William Godwin gemeinsam Bücher für hauptsächlich jugendliches Publikum zu verfassen. 
1805 entstand The King and Queen of Hearts („Der König und die Königin der Herzen“) und 1807 ihr bedeutendstes gemeinsames Werk Tales from Shakespeare (Nacherzählungen der Shakespearschen Dramen), das bis heute neu aufgelegt wird. Dazu kamen Mrs. Leicester's School (1809) und Poetry for Children, Entirely Original (1809). 
Über die 1810er Jahre hinweg hatte sich ein Kreis von Dichtern, Schriftstellern und Künstlern um den Dichter und Journalisten Leigh Hunt herum gebildet, dem auch Mary und ihr Bruder Charles angehörten. Der Kreis, über verschiedene Zeitabschnitte hinweg betrachtet, besaß eine erstaunliche Größe. Einzelne Personen brachten auch ihre Familien und Freunde mit in den Kreis.
Immer wieder unterbrachen Anfälle ihres Nervenleidens die Schaffensperioden. Als 1834 ihr Bruder starb, wurde sie zusehends zerbrechlich und verstarb schließlich 1847 in fremder Pflege.